# Canoabo
Canoabo – miasto w Wenezueli, w stanie Carabobo.